# Лобжанидзе, Борис Григорьевич
Борис Григорьевич Лобжанидзе (11 марта 1913 года, станица Зеленчукская — 2 ноября 1979 года, Никополь) — советский хозяйственный и государственный деятель.

## Биография
Родился в 1913 году в станице Зеленчукской. Член КПСС.
С 1939 года — на хозяйственной, общественной и политической работе. В 1939—1973 гг. — начальник смены, начальник, заместитель начальника цеха Челябинского завода ферросплавов, участник Великой Отечественной войны, начальник смены цеха Челябинского завода ферросплавов, начальник цеха, заместитель директора, главный инженер, директор Актюбинского завода ферросплавов, председатель СНХ Актюбинского экономического административного района, заместитель директора Руставского металлургического завода по экономике, начальник плавильного цеха Запорожского ферросплавного завода, главный инженер Никопольского ферросплавного завода.
Умер в Никополе в 1979 году.